# Roberto Bailey
Roberto Bailey   (Hondures, 10 d'agost de 1952 - 11 de juny de 2019) fou un futbolista hondureny de la dècada de 1970. Va morir en un accident automobilístic l'11 de juny de 2019.
A nivell de club destacà com a jugador de CD Victoria i CD Marathón.
Fou internacional amb la selecció de futbol d'Hondures amb la qual participà a la copa del Món de futbol de 1982.